# Thomas Allen
Thomas Allen, född 10 september 1944 i Seaham i County Durham, är en brittisk operasångare (baryton).
Allen debuterade vid Welch National Opera 1969 och framträdde därefter bland annat vid Covent Garden, Glyndebourne, Metropolitan Opera, Salzburg, Chicago och Teatro alla Scala. Han förenar en sånglig mångsidighet med en komisk-dramatisk talang inom såväl moderna som äldre roller. Bland hans framställningar märks Papageno i Trollflöjten, Figaro i Barberaren i Sevilla och Faust i Busonis Doktor Faust